# Lila Downs
Ana Lila Downs Sánchez, mais conhecida como Lila Downs (19 de setembro de 1968, Tlaxiaco, Oaxaca, México) é uma cantora, intérprete, compositora, produtora musical e atriz mexicana do gênero world music, que canta em diversos idiomas, principalmente em espanhol e muito poucas vezes em inglês, para reivindicar suas raízes paternas. Em seu estilo musical reivindica suas raízes mexicanas bem como outras com origem no folclore de várias culturas mesoamericanas, interpretando  melodias em diversas línguas entre as que se destacam sobretudo a mixteco, zapoteca, maia, purépecha e nahua, além das músicas regionais do México baseando-se nos sons do estado de Oaxaca.
Downs ganhou fama depois do lançamento de seu primeiro álbum de estúdio, La sandunga, em 1999, que obteve uma recepção crítica positiva, mas sua estreia comercial no mercado discográfico hispano-americano aconteceu em 2000 com o álbum Árbol de la vida/Tree of life e o sucesso internacional veio de forma definitiva em 2001 com o disco La línea/Border. É ganhadora de um prêmio Grammy e de dois prêmios Grammy Latino. Inspirada por cantores de trova como Mercedes Sosa e Chabuca Granada, assim como artistas de música folclórica como Totó la Momposina e Susana Baca, Lila é conhecida por seu sentido estético em relação à música, seu peculiar estilo moderno e alternativo, as apresentações ao vivo e os vídeos musicais nos que sempre se ressalta sua presença marcante. Sua contribuição para a indústria musical já lhe rendeu numeroso reconhecimentos. Atualmente Lila Downs é considerada uma das artistas mais importante do seu gênero por seu impacto global claramente consolidado.

## Biografia
Filha de Allen Downs, um professor de arte e cinematógrafo de Minnesota, Estados Unidos de origem britânica e de Ana Sanchéz, de origem mixteca, Lila Downs nasceu em 9 de setembro de 1968 na cidade de Tlaxiaco, no estado mexicano de Oaxaca. Desde muito pequena Lila mostrou interesse pela música, começou a cantar aos oito anos de idade interpretando músicas rancheras e tradicionais, tendo os mariachis como primeira referência musical. Aos quatorze  anos se mudou com os seus pais para os Estados Unidos e foi ali que decidiu estudar vocalização em Los Angeles e aprender o idioma inglês que seu pai a ajudou melhorar. Quando ela tinha dezesseis morre o seu progenitor e por isso decide regressar com sua mãe à sua cidade natal, Tlaxiaco.
Apesar de Lila ter sempre se mostrado orgulhosa de sua origem indígena houve um momento em que não se sentia identificada com o entorno em que vivia devido à diferença cultural e material do lugar em que havia crescido, então decidiu ir estudar nos Estados Unidos onde  obteve a licenciatura em Antropologia na Universidade de Minesota. Foi nessa época que ela conheceu Paul Cohen, um saxofonista norte-americano que a incentivou a retomar a carreira musical. Ela decide regressar a Oaxaca para complementar sua formação na Academia de Belas Artes de Oaxaca para mais tarde culminar seus estudos musicais na cidade de Nova York.

## Carreira artística

### Início
Aos 25 anos, depois de concluir seus estudos acadêmicos e musicais, Lila Downs decide regressar a Tlaxiaco, desta vez com Paul Cohen - quem sempre a incentivou a incursionar pela carreira artística - e ingressa em um grupo de percussão local chamado Los Cadetes de Yodoyuxi, mas devido a agenda de Paul, que tinha assuntos a tratar nos Estados Unidos, começaram a alternar sua estância entre Minnesota e Oaxaca.
Durante suas temporadas em Minnesota, Downs formou o conjunto La Trova Serrana, conquistando grande popularidade entre o público latino dos Estados Unidos, cantando temas sobre a comunidade zapoteca e seus valores culturais. Quando voltou para o México começou a cantar em bares, restaurantes e clubes da cidade de Oaxaca de Juárez, na Filadélfia e Califórnia (Estados Unidos), contando sempre com o apoio de Paul, obtendo repercussão positiva pela crítica musical, motivo pelo qual decidem fazer um grande turnê pelo México. Lila e Paul acabariam por se envolver romanticamente e atualmente estão casados.

### 1994-1996: Primeiros álbuns
Em 1994, com somente 26 anos, Lila Downs realizou seu primeiro álbum gravado de forma independente titulado Ofrenda, as canções incluídos neste material são um coleção de músicas tradicionais oaxaquenhas e mexicanas, este álbum também contém músicas escritas pela cantora, que datam desde de o início de sua fase compositora, com letras interpretadas em espanhol, mixteco e zapoteca que são línguas nativas do estado de Oaxaca. Este material foi produzido de forma independente e contou com o apoio do Instituito Oaxaquenho das Culturas. Prevendo que não seria um sucesso comercial este álbum foi lançado apenas em LP e cassete, nunca foi editado uma versão para CD.
Em 1996 Downs gravou um álbum acústico em uma apresentação ao vivo de um famoso café da cidade de Oaxaca. Neste disco Lila foi acompanhada por um conjunto de reconhecidos músicos que apoiaram e colaboraram em sua interpretação de temas tradicionais, assim como músicas rancheras e jazz. Com este trabalho Lila Downs se fez conhecer em diferentes partes da República Mexicana e foi seu primeiro álbum editado em compact disc, mas ainda não conseguiria um grande impacto já que foi diretamente divulgado nas apresentações. Foi lançado poucas cópias do disco, tanto que ele nem figura entre os trabalhos relacionados na discografia da cantora, mas ainda é possível encontrá-lo à venda em formato digital.

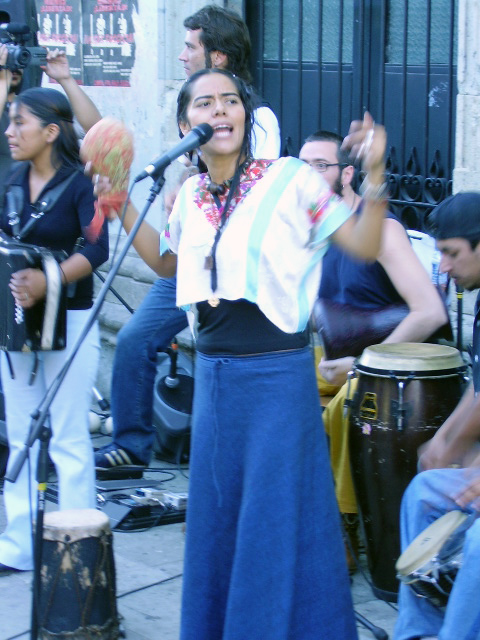
Lila Downs cantando em Oaxaca de Juárez, México.

### 1997-1999:Trazos-La sandunga
Em 1997 Lila Downs concluiu seu segundo disco de estúdio, Trazos (1998),  prévio a sua carreira internacional. A realização deste material foi como uma maqueta prévia de canções que se incluiriam em seus álbuns posteriores, como “La sandunga”, “Árbol de la vida” e “La línea”. Neste disco a cantora incluiu uma extensão compilação de músicas do repertório tradicional mexicano, mas, assim como em seus álbuns anteriores, não teve grande repercussão comercial nem se difundiu de forma massiva, razão pela qual atualmente este disco não se encontra no catálogo da artista.
Foi somente em 1999 que Downs, depois de assinar com a gravadora Narada World, conseguiu fazer sucesso comercial e se tornar conhecida no cenário internacional com o álbum La Sandunga (gravado no ano anterior). Com este material começou a se destacar dentro do cenário musical mexicano, já que este disco foi um dos primeiros de música tradicional mexicana em se fusionou sons modernos e ritmos como jazz, blues e bolero. Este disco é interpretado em espanhol e mixteco, e foi produzido por Paul Cohen e Lila Downs, contando com o apoio da Associação Cultural Xquenda. Graças a este trabalho Lila participou da trilha sonora do filme Piedras Verdes e alcançou grande popularidade em países como Estados Unidos, Espanha, França, Inglaterra e Alemanha, vendendo cerca de 500.000 cópias em todo o mundo.

### 1999-2000:Árbol de la vida
Lila Downs grava Árbol de la vida, disco que foi lançado em 2000. Com este material a cantora foi estendendo sua fama a outros mercados e países como Inglaterra, Suíça, Canadá e, especialmente, Estados Unidos retomando neste trabalho sons e instrumentos pré-hispânicos como como o cutinti (tambor ritual de barro, com graduação tonal por níveis de água), percussão autóctones, flautas de carrizo, sonajas, tambores da região do Istmo, percussões eletrônicas, violoncelos, trompetas, bandoneón, flauta transversal, violões  e guitarras interpretando sons tradicionais e composições de Lila Downs e Paul Cohen.
Este disco fez com que Lila começasse a introduzir-se dentro do gosto musical do público estadunidense e europeu já que várias das músicas incluídas neste material foram interpretadas em mixteco, zapoteco e nahuátil o que causou grande sensação para o público estrangeiro, pois foi um dos primeiros álbuns em que se interpretou canções em línguas indígenas e que se fusionou sons pré-hispânicos e modernos. Em outubro de 2000 iniciou uma turnê de dois meses denominada Árbol de la vida/Tree of life que incluiu shows na América Latina, Europa e Estados Unidos. A turnê começou no México e foi finalizada na Espanha.

### 2001-2003:La línea
La línea foi o primeiro disco em inglês da intérprete depois de assinar com o selo  EMI Music. Este disco saiu à venda de forma simultânea, em agosto de 2001, nos Estados Unidos e México. Este álbum mesclou música tradicional, folk, hip hop e rock com elementos do ritmo mexicano chilena. Nele foi incluído quinze canções das quais onze são em espanhol, entre elas "El feo" e "La martiniana", três em inglês e uma em maia.  Este disco recebeu boas críticas e chegou a alcançar os primeiros lugares nas paradas musicais dos Estados Unidos, México, Espanha, Reino Unido, França e Áustria. Por outro lado, também causou controvérsias devido as canções do álbum que falam de migração, a exclusão indígena e o massacre de Acteal, temas que para diversas organizações, em especial aos políticos e à igreja, não lhes pareceram adequados e qualificaram a cantora como agitadora e comunista.
O primeiro single que foi lançado no México foi "Mi Corazón me recuerda" do poeta Jaime Sabines, alcançando um sucesso moderado nas listas musicais mexicanas. Para a Espanha foi escolhido o single "La llorona" e na França foi lançada a canção "Corazoncito tirano", que não teve grande repercussão, enquanto que nos Estados Unidos foi selecionada a música "Medley: Pastures of Plenty/This Land Is Your Land" obtendo um resultado positivo com esta última.

### 2004-2006:Una sangre
Una sangre foi sem dúvida um dos álbuns de maior sucesso de Lila Downs. Saiu à venda de forma simultânea, em abril de 2004, nos Estados Unidos, Espanha e México. As letras deste álbum versam sobre a imigração, a discriminação e o caso da defensora mexicana de direitos humano Digna Ochoa, além de sons tradicionais em músicas como "La bamba" e "Viborita de la mar", abarcando sons com son jarocho, chilena, jazz, rock e folk.
Este disco contém treze canções das quais três são interpretadas em inglês, uma em triqui, uma em perépecha e oito em espanhol. As letras são de autoria de Lila Downs, Paul Cohen, Celso Duarte e José Martí, com este material a cantora ganhou o Grammy latino, em 2005, na categoria de "melhor álbum de música world" e alcançou os primeiros lugares de popularidade os Estados Unidos, México, Espanha, França, Reino Unido e Alemanha.

### 2006-2008:La cantina
Lila Downs demorou aproximadamente um ano e meio para preparar este projeto que veio à luz em abril de 2006. Este disco se baseia em canções rancheras mexicanas e no gênero musical corrido, misturando com os estilos pop, rock, música norteña, cumbia e hip hop. Neste disco consta quinze músicas dos quais doze são do repertório tradicional mexicano, três são de autoria da cantora e inclui uma versão em inglês de "La cumbia del mole", canção que deu fama a Downs e é a carta de apresentação da artista.
A faixa mais conhecida deste último álbum foi “La cumbia del mole”, canção que faz alusão à preparação deste prato mexicano e às festividades e tradições do Estado de Oaxaca, esta música conseguiu alcançar os primeiros lugares nas paradas musicais no México, Estados Unidos, Canadá e Reino Unido.
Em 2007 Downs lançou um disco com seus maiores sucessos em espanhol até o momento, que continha canções de seus álbuns anteriores "La sandunga", "Árbol de la vida", "La línea", "Una sangre" e "La cantina" cujo título foi simplesmente El alma de Lila Downs, este álbum veio acompanhado de um DVD com treze músicas gravadas ao vivo em um show em Madrid (Espanha).

### 2008-2009:Ojo de culebra
Dois anos depois da estreia de La Cantina, Lila Downs lançou Ojo de Culebra durante o mês de setembro de 2008 na Europa, América do Norte, Austrália e América Latina. O álbum atingiu o sexto lugar em vendas no México. Colômbia, Argentina, Espanha e vários países latino-americanos. O primeiro single foi “Ojo de culebra” que contou com a participação da cantora espanhola La Mari do grupo de flamenco Chambao. A canção é uma fusão de rock, cumbia e flamenco com certas influências de reggae. Esta música levou a cantora a ocupar os primeiros lugares nas paradas musicais de world music em vários países. O segundo single foi a faixa “Perro negro”, um fusão de rock com ska que não teve tanta presença internacional como sua predecessora, esta canção contou com a participação de Rubén Albarrán, vocalista da banda de rock mexicana Café Tacvba. “Little man”, lançada somente nos Estados Unidos, e “Justicia” se converteram nos outros dois singles do disco. Este último contou com a participação do cantor espanhol Enrique Bunbury. Neste disco também participaram Raúl Midon, Gilberto Gutiérrez e Mercedes Sosa.
No mesmo ano foi lançado o disco Shake away, que incluía além das treze faixas do disco Ojo de culebra, versões em inglês das canções “Yo envidio el viento” (I envy the Wind), “Ojo de culebra” (Shake away) e “Justicia” (Nothing but the truth). Esta versão alcançou a quinta posição da categoria world music nos Estados Unidos e obtendo diversos reconhecimentos em diversos países (Canadá, Colômbia, Espanha, Argentina, Chile, França, Alemanha, Áustria, Itália, Portugal, Egito, Costa Rica e México). O single “Black magic woman” conseguiu um sucesso moderado na Europa, Estados Unidos e Canadá. Posteriormente foi lançado para o mercado anglo-saxão o single “Silent thunder” que teve uma boa aceitação por parte do público. Em outubro de 2009 foi colocado as pegadas de Lila Downs na parte exterior da casa onde nasceu, em sua cidade natal, Tlaxiaco (México). Além disso, a cantora foi premiada com a chave da cidade pelo seu trabalho de difusão da cultura mixteca e como uma das maiores personalidades que nasceram naquele lugar.

### 2010:Lila Downs y La Misteriosa en París
Lila Downs y La Misteriosa en París - live à FIP é o segundo álbum gravado ao vivo de Lila Downs, lançado em 13 de abril de 2010 (primeiramente na Espanha e na França), este disco foi gravado em 2009 na Radio França, estúdio 105, na cidade de Paris onde a cantora mexicana foi acompanhada por um conjunto de excelentes músicos que apoiaram sua interpretação de novos e vibrantes sons. Desde a versão do som jarocho da canção "La iguana" até os acordes da sua popular versão de "La cumbia del mole" executada aos sons do mais puro estilo mexicano.
O álbum foi lançado em maio de 2010 nos Estados Unidos e em julho na maioria dos países, recebendo comentários positivos dos críticos. O disco obteve grande sucesso nas listas musicais, alcançando os primeiros lugares de vendas na Áustria, França, Argentina, Alemanha e Reino Unido, no México foi publicado uma versão juntamente com um DVD do show e ficou posicionado em primeiro lugar nas vendas de discos do gênero world music por três semanas consecutivas na loja virtual Mixup. Mesmo não tendo sido divulgado mediante ao lançamento de compactos, este disco recebeu atenção moderada nas paradas de música. Em uma pesquisa feita pela rede de televisão mexicana Canal 22, sobre os melhores álbuns de 2010, Lila Downs y La Misteriosa en París ficou em primeiro lugar.

### 2011:Pecados y Milagros

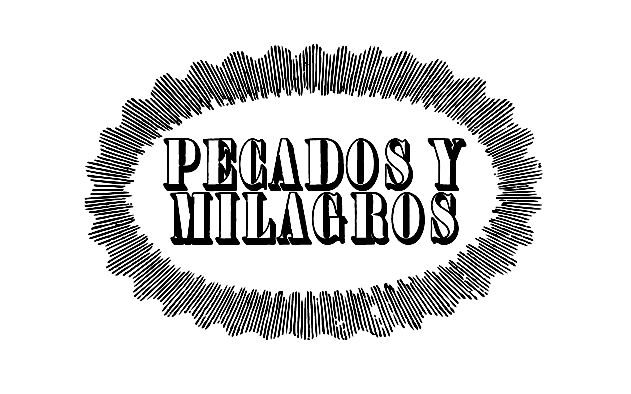
Pecados y Milagros.

Pecados y Milagros é o sétimo álbum de estúdio em espanhol de Lila Downs, em 14 de outubro foi divulgada a capa do disco na página oficial da artista. Em 15 de outubro o disco foi vazado na rede o que fez com que antecipassem a venda do CD nas lojas, oficialmente o disco foi lançado em 18 de outubro de 2011. A apenas dois dias de seu lançamento oficial o disco conseguiu alcançar os primeiros lugares de popularidade posicionando-se como o segundo álbum mais baixado no iTunes, e em primeiro lugar em vendas na categoria world music, segundo a rede de vendas Mixup.
Finalizado em 25 de setembro de 2011, Pecados y Milagros faz alusão, entre outros temas, à tradição mexicana do ex-voto, que consiste em mandar que um artista desenhe um milagre que haja sido concedido na vida. Este álbum se compõe de quatorze músicas, seis são de autoria da própria cantora e o restante de compositores como José Alfredo Jiménez, Cuco Sánchez, Tomás Méndez, Macedonio Alcalá e Marco Antonio Solís.
As letras deste disco tratam de amor, desamor, versos dedicados à Zapata, ao mezcal e às mulheres, em especial às molenderas (mulheres que fazem tortilhas). O disco traz colaborações com músicos latinos como o compositor mexicano Celso Piña, a cantora folclórica colombiana Totó la Momposina, o grupo argentino de funk e hip hop Illya Kuryaki & The Valderramas, o cantor argentino Emmanuel Horvilleur e a banda Tierra Mojada. Atualmente Lila Downs promove seu sétimo disco de estúdo, a turnê do disco Pecados y Milagros deu início na cerimônia de inauguração dos Jogos Pan-Americanos de 2011, realizado na cidade de Guadalajara. Depois disso a cantora começou a se apresentar em cidades do México e em outros países para divulgar o trabalho, espera-se que esta turnê termine em meados de 2012.

## Incursão pelo cinema
Lila Downs fez pequenas participações em filmes como Frida (2002); Fados (2007) e Hasta el último trago corazón, este último é um documentário sobre a música mexicana no qual participaram diversos expoentes deste gênero. Recentemente, Lila Downs trabalhou na composição e arranjos para o musical Como agua para chocolate, baseado no livro de Laura Esquivel, que estreou no teatro público de Nova York e na Broadway no final de 2011. A cantora participará das filmagens do filme estadounidense Mariachi Gringo, dirigido por Tom Gustafson, no qual irão participar as atrizes mexicanas Adriana Barraza, Teresa Ruiz e o ator canadense Shaw Ashmore, este filme tem previsão de estreia para o primeiro semestre de 2012.

### Participação em trilhas sonora
Em 2001 Lila Downs foi convidada a participar da trilha sonora do filme mexicano Piedras verdes, onde interpretou "Canción mixteca". Em 2002 contribuiu para a trilha sonora do filme Frida com vários temas, entre os quais Burn it blue, que seria indicado ao Oscar de melhor canção e que Lila Downs interpretou, ao lado de Caetano Veloso, na cerimônia da 75ª entrega dos Prêmios Oscar. A cantora também participou de outros trabalhos musicais para o cinema como nos filmes Real Women Have Curves e Tortilla Soup (2001), além do filme de Carlos Saura, Fados, em que Lila Downs canta em português a música "Foi na Travessa da Palha".

## Colaborações
Em 2003 foi convidada pela Twelve Girls Band a participar de um show em Shangai (China), onde cantou em inglês e francês. Em 2005 colaborou com a banda galega Luar na Lubre no álbum Saudade, na canção "Domingo Ferreiro", interpretada em galego. Em 2008 participou do álbum No tiente fin, da banda Los Cojolites, na canção "La Herlinda"; também participou da gravação da música "El Pescador" do disco Sin fecha de caducidad, do cantor mexicano Celso Piña. Em 2009 participou do disco do cantor basco Kepa Junkera interpretando o tema "Haurtxo polita" no idioma euskera. Para o álbum Cantora, un viaje íntimo Vol. 2, da cantora argentina Mercedes Sosa, grava a canção "Razón de vivir". Neste mesmo ano ainda colabora na faixa "El llorar", do álbum Huapangueando, do músico mexicano Ernesto Anaya. Também colaborou no álbum Air do músico brasileiro Guilherme Monteiro na canção "Retrato de un Forró".
Em 2010 dentro da produção discográfica do cantor mexicano Benny Ibarra, chamada La marcha de la vida, Lila Downs fez um participação cantando junto com Ibarra a canção "Calaveras", que seria o segundo single do álbum. Também em 2010, participa do álbum latino de Roberto Alagna, cantor de ópera francês, na canção "Historias de un amor". Para terminar o ano, interpreta a música "Son del bicentenario", com letra de sua autoria, para o segmento Cultura Popular, criado e dirigido por Felipe Fernández del Paso para o desfile do Bicentenário da Independência Mexicana.

## Vida pessoal
Desde que começou a sua carreira artística mantém um relacionamento amoroso com Paul Cohen, que atualmente é seu marido e diretor artístico, especulou-se muitas coisas sobre a vida do casal no últimos anos já que eles sempre se mostraram muito fechados. Em 2007 a mídia divulgou que o casal não poderia ter filhos, notícia que mais tarde foi confirmada pela cantora.
Em junho de 2010, Downs anunciou em sua página oficial na Internet que após vários anos tentando ser pais enfim havia chegado um filho em suas vidas, o qual haviam adotado e que batizaram de Benito Dxuladi. Atualmente a família reside em Coyoacán, na Cidade do México e em Oaxaca, apesar de que a maior parte do tempo eles passam viajando a trabalho.

## Discografia
| Álbuns de estúdio - La Sandunga (1999) - Árbol de la Vida / Yutu Tata (2000) - La Línea / Border (2001) - Una Sangre / One Blood (2004) - La Cantina (2006) - Ojo de Culebra / Shake Away (2008) - Pecados y Milagros (2011) Álbuns coletânea - El Alma de Lila Downs (2007) - Canciones pa' Todo del Año (2012) | Álbuns ao vivo - Azuláo: En vivo con Lila Downs (1996) - Lila Downs y La Misteriosa en París - Live à Fip (2010) Outros álbuns e EP's - Ofrenda (1994) - Trazos (1998) - Live Session (2007) - Chacala (2010) Vídeos e DVD’s - Lotería Cantada (2007) - El Alma de Lila Downs (2007) |